# Todenhausen (Frielendorf)
Todenhausen ist ein Ortsteil der Gemeinde Frielendorf im nordhessischen Schwalm-Eder-Kreis.

## Geographische Lage
Das Dorf liegt westlich des nur wenig entfernten Hauptortes am Westrand des Knüllgebirges in Nordhessen am Fuße des Sendberges (339 m ü. NN), auf dem bis gegen Ende des 13. Jahrhunderts das Gericht auf dem Sendberg tagte,  am Rehbach. Im Osten verläuft die Bundesstraße 254. Die Kreisstraße 63 führt durch den Ort.

## Geschichte

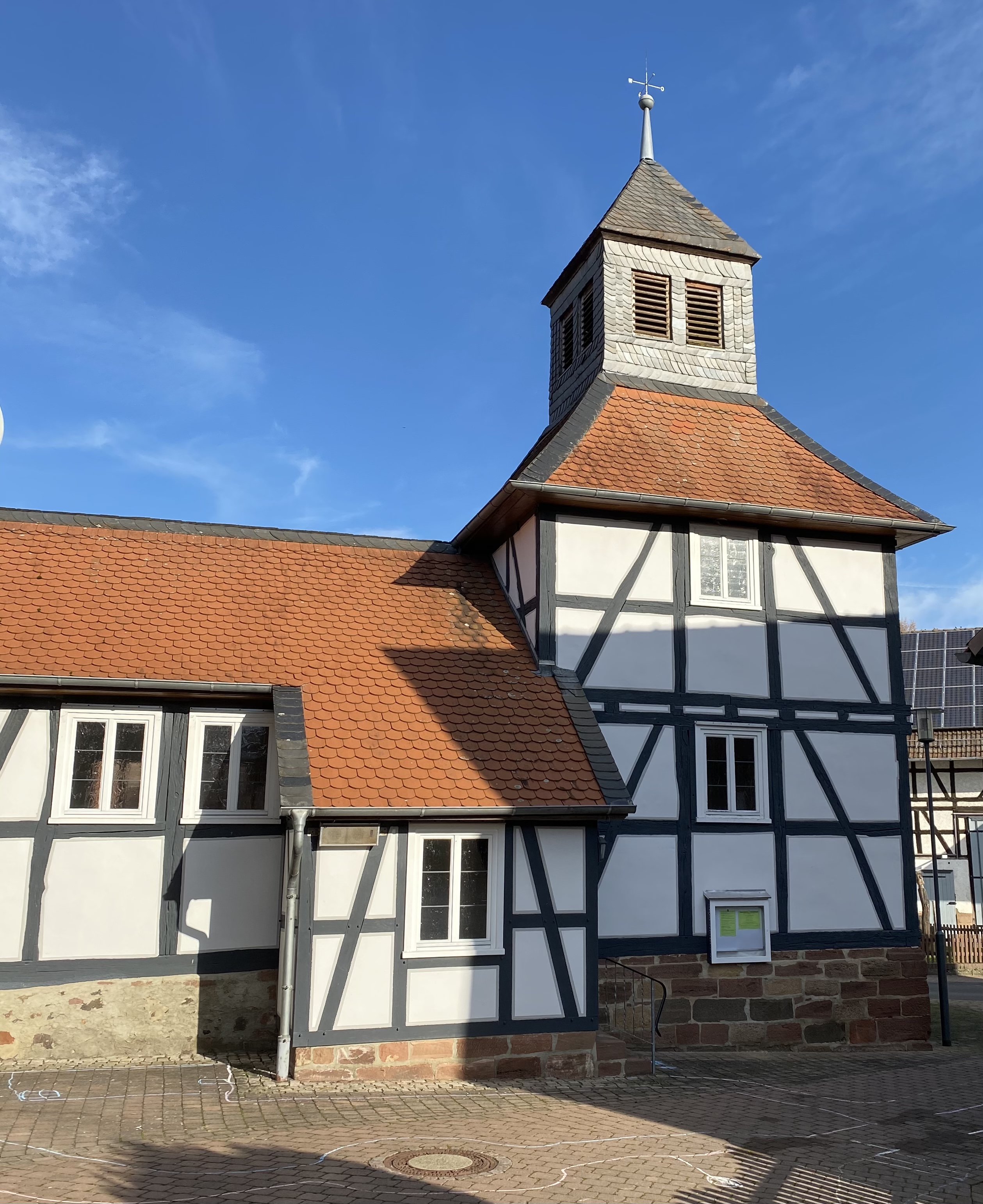
Johanneskapelle

Die älteste bekannte schriftliche Erwähnung von Todenhausen erfolgte unter dem Namen Deidenhusen im Jahr 1197. In diesem Jahre hatte das nahegelegene Kloster Spieskappel, das bis spätestens 1522 das gesamte Dorf in seinen Besitz brachte, dort Einkünfte. Auch die Herren von Bischhausen waren wichtige Grundbesitzer vor Ort, aber sie verzichteten im Laufe der Zeit zugunsten der Klöster Haina bzw. Spieskappel auf ihre dortigen Güter: so ist beurkundet, dass Wernher II. von Bischhausen und seine Söhne im Jahre 1254 gegenüber dem Kloster Haina auf ihre Güter in „Thudenhusen“ verzichteten, und dass Werner von Löwenstein-Westerburg 1317 auf Güter in der Gemarkung Thodenhusen, die der verstorbene Reinhard von Todenhausen besessen hatte, verzichtete und sie dem Kloster Spieskappel übergab. Spieskappel vermehrte seinen Besitz im Ort zielstrebig durch Kauf, Schenkungen und Erbschaften, und 1522 war das gesamte Dorf mit allen Rechten in seiner Hand, damals an acht Bauern und acht Kätner („Kodener“) verpachtet.
Auch der Zehnt war bald im Besitz des Klosters Spieskappel. Bereits 1301 übertrug ihm Graf Gottfried VI. von Ziegenhain die Hälfte des Zehnten am Ort, und 1341/42 erhielt das Kloster die andere Hälfte, die bisher die Herren von Holszadel ganerbschaftlich als ziegenhainisches Lehen besessen hatten.
Eine Kapelle ist schon für 1383 genannt; sie war nach Spieskappel eingepfarrt, und das Patronat gehörte dem Chorfrauenstift Oberkappel.  Die heutige Johanneskapelle ist eine Fachwerkkirche aus dem 19. Jahrhundert. Sie wurde 1987/88 renoviert und wird seit 1988 wieder als evangelische Kirche genutzt.
Im Zuge der hessische Verwaltungs- und Gebietsreform schlossen sich die Gemeinden Frielendorf, Gebersdorf, Lenderscheid (seit 15. September 1968 mit der Gemeinde Lanertshausen und seit 1. Juli 1970 mit der Gemeinde Siebertshausen vereinigt), Linsingen und Todenhausen zur neuen Großgemeinde Frielendorf zusammen. Für die ehemals eigenständigen Gemeinden von Frielendorf wurde je ein Ortsbezirk mit Ortsbeirat und Ortsvorsteher nach der Hessischen Gemeindeordnung gebildet.

## Bevölkerung

### Einwohnerstruktur 2011
Nach den Erhebungen des Zensus 2011 lebten am Stichtag, dem 9. Mai 2011, in Todenhausen 609 Einwohner. Darunter waren 12 (2,0 %) Ausländer.
Nach dem Lebensalter waren 141 Einwohner unter 18 Jahren, 254 zwischen 18 und 49, 114 zwischen 50 und 64 und 90 Einwohner waren älter. Die Einwohner lebten in 234 Haushalten. Davon waren 57 Singlehaushalte, 48 Paare ohne Kinder und 106 Paare mit Kindern, sowie 18 Alleinerziehende und 3 Wohngemeinschaften. In 45 Haushalten lebten ausschließlich Senioren und in 165 Haushaltungen lebten keine Senioren.

### Einwohnerentwicklung
| Quelle: Historisches Ortslexikon |                                                 |
| • um 1510:                       | 8 wehrhafte Männer                              |
| • 1537:                          | 21 Hausgesesse                                  |
| • 1585:                          | 25 Hausgesesse                                  |
| • 1639:                          | 14 Männer, fünf Witwen                          |
| • 1681:                          | 21 Hausgesesse, zwei Ausschuss, ein Junggeselle |
| • 1748:                          | 29 Wohnhäuser, 170 Menschen                     |

| Todenhausen: Einwohnerzahlen von 1834 bis 2017 | Todenhausen: Einwohnerzahlen von 1834 bis 2017 | Todenhausen: Einwohnerzahlen von 1834 bis 2017 | Todenhausen: Einwohnerzahlen von 1834 bis 2017 | Todenhausen: Einwohnerzahlen von 1834 bis 2017 |
| --- | ---------------------------------------------- | ---------------------------------------------- | ---------------------------------------------- | ---------------------------------------------- |
| Jahr |                                                |                                                |                                                | Einwohner                                      |
| 1834 | 1834                                           |                                                | 321                                            | 321                                            |
| 1840 | 1840                                           |                                                | 342                                            | 342                                            |
| 1846 | 1846                                           |                                                | 323                                            | 323                                            |
| 1852 | 1852                                           |                                                | 320                                            | 320                                            |
| 1858 | 1858                                           |                                                | 325                                            | 325                                            |
| 1864 | 1864                                           |                                                | 286                                            | 286                                            |
| 1871 | 1871                                           |                                                | 292                                            | 292                                            |
| 1875 | 1875                                           |                                                | 288                                            | 288                                            |
| 1885 | 1885                                           |                                                | 303                                            | 303                                            |
| 1895 | 1895                                           |                                                | 394                                            | 394                                            |
| 1905 | 1905                                           |                                                | 299                                            | 299                                            |
| 1910 | 1910                                           |                                                | 294                                            | 294                                            |
| 1925 | 1925                                           |                                                | 332                                            | 332                                            |
| 1939 | 1939                                           |                                                | 312                                            | 312                                            |
| 1946 | 1946                                           |                                                | 467                                            | 467                                            |
| 1950 | 1950                                           |                                                | 426                                            | 426                                            |
| 1956 | 1956                                           |                                                | 365                                            | 365                                            |
| 1961 | 1961                                           |                                                | 255                                            | 255                                            |
| 1967 | 1967                                           |                                                | 326                                            | 326                                            |
| 1980 | 1980                                           |                                                | ?                                              | ?                                              |
| 1990 | 1990                                           |                                                | ?                                              | ?                                              |
| 2000 | 2000                                           |                                                | ?                                              | ?                                              |
| 2011 | 2011                                           |                                                | 609                                            | 609                                            |
| 2017 | 2017                                           |                                                | 590                                            | 590                                            |
| Datenquelle: Historisches Gemeindeverzeichnis für Hessen: Die Bevölkerung der Gemeinden 1834 bis 1967. Wiesbaden: Hessisches Statistisches Landesamt, 1968. Weitere Quellen: LAGIS; Gemeinde Frielendorf, Zensus 2011 |                                                |                                                |                                                |                                                |

### Historische Religionszugehörigkeit
| Quelle: Historisches Ortslexikon |                                                                                        |
| • 1861:                          | 303 evangelisch-reformierte, zwei evangelisch-lutherische, katholische zwei Einwohner. |
| • 1885:                          | 301 evangelische (= 99,34 %), zwei katholische (= 0,66 %) Einwohner                    |
| • 1961:                          | 333 evangelische (= 93,80 %), 22 katholische (= 6,20 %) Einwohner                      |

### Historische Erwerbstätigkeit
| • 1749: | ein Schmied, ein Leineweber, ein Wirt, ein Wagner, zwei Tagelöhner, ein Maurer                                                     |
| • 1838  | Familien: 18 Ackerbau, 18 Gewerbe, 20 Tagelöhner                                                                                   |
| • 1961  | Erwerbspersonen: 104 Land- und Forstwirtschaft, 62 produzierendes Gewerbe, 11 Handel und Verkehr, 5 Dienstleistungen und Sonstiges |

## Politik
Für Todenhausen besteht ein Ortsbezirk (Gebiete der ehemaligen Gemeinde Todenhausen) mit Ortsbeirat und Ortsvorsteher nach der Hessischen Gemeindeordnung. Der Ortsbeirat besteht aus neun Mitgliedern.
Bei den Kommunalwahlen in Hessen 2021 betrug die Wahlbeteiligung zum Ortsbeirat Todenhausen 54,3 %. Alle Kandidaten gehörten der Liste „Wir für Todenhausen“ an. Der Ortsbeirat wählte Beate Reckziegel zur Ortsvorsteherin.

## Persönlichkeiten
- Stefan Marx (* 1979), Künstler, wuchs in Todenhausen auf